# 1954년 과테말라 쿠데타
1954년 과테말라 쿠데타(1954 Guatemalan coup d'état, Golpe de Estado en Guatemala de 1954)는 민주적으로 선출된 과테말라 대통령 하코보 아르벤스를 축출하고 과테말라 혁명의 종말을 알렸다. 쿠데타는 미국이 지원하는 과테말라의 일련의 권위주의 통치자 중 첫 번째인 카를로스 카스티요 아르마스의 군사 독재를 확립했다. 쿠데타는 주로 PBSuccess라는 코드명을 가진 CIA 비밀 작전의 결과였다.
과테말라 혁명은 1944년 호르헤 우비코(Jorge Ubico)의 군사 독재가 무너진 대중 봉기 이후 시작되었다. 후안 호세 아레발로가 과테말라 최초의 민주 선거에서 대통령으로 선출되었다. 그는 최저 임금과 거의 보통선거를 도입했다. 아레발로는 1951년 토지가 없는 농민에게 재산을 부여하는 토지 개혁을 실시한 아르벤스에 의해 계승되었다. 과테말라 혁명은 냉전 기간 동안 공산주의로 간주되는 경향이 있었던 미국 연방 정부가 싫어했다. 이러한 인식은 아르벤스가 선출되어 공산주의 과테말라 노동당을 공식적으로 합법화한 이후 더욱 커졌다. 또한 과테말라의 미국 독립이 라틴 아메리카 전역의 사회 개혁을 원하는 민족주의자들을 고무시킬 수 있다는 두려움도 있었다. 과테말라의 착취적인 노동 관행 완화로 수익성이 높은 사업이 타격을 입은 유나이티드 프루트 컴퍼니(UFC)는 미국이 과테말라 정부를 전복하도록 설득하기 위해 영향력 있는 로비 캠페인을 벌였다. 미국 대통령 해리 S. 트루먼은 1952년에 아르벤스를 무너뜨리기 위해 PBFortune 작전을 승인했는데, 이는 PBSuccess의 전조였다.